# Camilo Becerra
Camilo José Becerra Velasco (10 de octubre de 1980 en Cali, Valle del Cauca, Colombia). Es un exnadador olímpico colombiano que práctica la modalidad de estilo libre. Participó representando a Colombia en los Juegos Olímpicos de 2000, 2004 y 2008. Posee una licenciatura en Business Administration con énfasis en finanzas y otra licenciatura en Economía de Southern Methodist University, Dallas, TX, USA. MBA con énfasis en estrategia de la Escuela de Alta Dirección y Administración (EADA) de Barcelona, España.
Después de 5 años de retiro en su adolescencia, retorna en febrero del año 2000. 5 meses después y con 19 años, consigue la marca mínima para participar en los Juegos Olímpicos de Sídney 2000.
Participó en 6 campeonatos mundiales FINA entre 2001 y 2008. Múltiple medallista Suramericano, Centroamericano, Bolivariano y finalista en los Juegos Panamericanos de Santo Domingo 2003 y Río de Janeiro 2007. Compitió por los SMU Mustangs siendo finalista y All-American en varias ocasiones en los NCAA D1 durante las temporadas 2003-2005. Durante los Juegos Nacionales realizados en Bogotá 2004, Becerra consigue 8 medallas de oro, siendo el máximo medallista de las justas. Actualmente, aún posee los récords nacionales absolutos en los 50m libre y 50m mariposa realizados en los Juegos Nacionales, Cali 2008.
En los Juegos Olímpicos de 2004 obtuvo su mejor resultado olímpico hasta la fecha. Becerra también nadó en el Campeonato del Mundo de 2007, ese mismo año fue finalista en los 50 m libre de los Juegos Panamericanos de 2007. Se graduó en la Universidad Metodista del Sur en 2006 con una licenciatura en Finanzas y Economía. Becerra compitió con el equipo de natación en Fort Worth Area (Texas) y fue entrenado por Ron Forrest.
En 2008 tras la realización de los Juegos Nacionales en donde ganó cuatro medallas de oro, decidió retirarse de la actividad para ejercer sus estudios de economía y finanzas.
Después de una década de estar retirado Camilo ha decidido volver a practicar su deporte a nivel competitivo, pero en esta oportunidad a nivel Máster en donde a quebrado varios récords nacionales en la categorías 35-39 y 40-45 años.
En la actualidad se desempeña como gerente de la Federación Colombiana de Natación FECNA